# Stoney Ground
Stoney Ground är en ort och ett distrikt på Anguilla. Den ligger i den centrala delen av landet, 3 kilometer öster om huvudstaden The Valley. Antalet invånare är 1 549.